# Ловеа (Удине)
Ловеа је насеље у Италији у округу Удине, региону Фурланија-Јулијска крајина.
Према процени из 2011. у насељу је живело 112 становника. Насеље се налази на надморској висини од 672 м.